# Petaloptera confusa
Petaloptera confusa är en insektsart som beskrevs av Rehn, J.A.G. 1903. Petaloptera confusa ingår i släktet Petaloptera och familjen vårtbitare. Inga underarter finns listade i Catalogue of Life.